# زینب (نام کوچک)
زینب یک نام کوچک برای زنان است. به معنای زینت پدر ، افراد شاخص با این نام از این قرارند:
- زینب بنت علی، دختر علی بن ابی طالب
- زینب بنت جحش، همسر محمّد پیامبر اسلام
- زینب دختر محمد، دختر پیامبر اسلام
- زینب بنت خزیمه، همسر محمّد پیامبر اسلام